# Spalax graecus
Spalax graecus és una espècie de rata talp cega de la família dels espalàcids que viu a Romania, Moldàvia i Ucraïna. Abans era considerada una subespècie de S. microphthalmus. La llargada total és d'entre 20 i 31 cm i el pes d'entre 370 i 570 grams. Els ulls són rudimentaris i completament coberts d'una membrana de pell. No té cua. El pelatge sembla vellut i és normalment de color gris. Als dos costats del cap hi ha cerres blanques.